# Galaxy Studio
Công ty Cổ phần Phim Thiên Ngân (tên tiếng Anh: Galaxy Studio Joint Stock Company, gọi tắt là Galaxy Studio JSC), hay còn gọi với cái tên là Hãng phim Thiên Ngân và Galaxy Studio, là công ty kinh doanh trong lĩnh vực giải trí và phim ảnh của Việt Nam. Galaxy Studio là công ty con của Công ty Cổ phần Giải trí và Giáo dục Galaxy (Galaxy EE) có vai trò sản xuất - phát hành phim, chương trình truyền hình và ấn phẩm liên quan.
Galaxy Studio là đơn vị phát hành độc quyền các bộ phim dưới hình thức chiếu rạp của Walt Disney Studios, phim dạng DVD, Blu-ray của Sony Pictures và một số hãng phim độc lập của thế giới.

## Lịch sử

### Tập đoàn Thiên Ngân
Công ty trách nhiệm hữu hạn Thiên Ngân (Galaxy), thành lập vào tháng 4 năm 1994 bởi bà Đinh Thị Hoa và ông Trần Vũ Hoài. Ban đầu, công ty Thiên Ngân hoạt động trong lĩnh vực dịch vụ truyền thông, tư vấn cho các tổ chức, doanh nghiệp nước ngoài muốn quảng bá và đầu tư vào thị trường Việt Nam. Sau đó mở rộng hoạt động sang sản xuất và phát hành phim, tổ chức sự kiện, nhà hàng.
Công ty trách nhiệm hữu hạn Thiên Ngân sau này phát triển thành Công ty Truyền thông và Giải trí Thiên Ngân (Galaxy Media & Entertainment, gọi tắt là Galaxy ME hay Galaxy Group), hoạt động dưới hình thức là một tập đoàn. Năm 2021, Galaxy ME đổi tên thành Công ty Giải trí và Giáo dục (tiếng Anh: Galaxy Entertainment & Education, Galaxy EE).

### Galaxy Studio
Năm 2003, Chính phủ Việt Nam bắt đầu cởi mở cho lĩnh vực điện ảnh, Công ty trách nhiệm hữu hạn Thiên Ngân chuyển đổi kinh doanh thành Công ty Cổ phần Phim Thiên Ngân (Galaxy Studio).
Năm 2013, có thông tin công ty Golden Screen Cinemas từ Malaysia đã mua 25% cổ phần của Galaxy Studio với giá 20 triệu USD và tiếp tục mua thêm cổ phần thành 40% vào năm 2016. Trong việc phát hành phim, Galaxy Studio sở hữu cụm rạp Galaxy Cinema. Tính đến năm 2024, công ty đã mở được 20 cụm rạp. Ngoài ra, công ty Galaxy Distribution của họ đảm nhận việc phát hành và phân phối phim.
Năm 2017, DealStreetAsia đưa tin Galaxy Studio có dự định bán toàn bộ rạp chiếu để rút khỏi thị trường phim trong nước. Ngay sau đó, bà Đinh Thanh Hương - Tổng giám đốc của Galaxy ME lúc bấy giờ - đã lên tiếng phủ nhận thông tin này. Lúc này, Galaxy Cinema đang là hệ thống rạp phim lớn thứ ba ở Việt Nam.
Tháng 3 năm 2021, Galaxy Studio thành lập một công ty con là Công ty trách nhiệm hữu hạn một thành viên Galaxy Links, để đưa các bộ phim của Walt Disney Studios ra rạp.
Sau 22 lần thay đổi giấy phép kinh doanh, đến năm 2023, Thiên Ngân có số vốn điều lệ là 63,6 tỷ đồng.

## Các lĩnh vực tham gia

### Sản xuất phim
Bộ phim điện ảnh đầu tiên mà Galaxy Studio sản xuất và phát hành là Những cô gái chân dài năm 2004.
Từ năm 2008, Galaxy Studio bắt đầu tham gia sản xuất các chương trình giải trí và phim truyền hình như Bí mật Eva, Lời thú nhận của Eva, Bà nội không ăn Pizza,… và một số phim trong chương trình của Rubic 8 của Đài Truyền hình Việt Nam.

### Phát hành phim
Tháng 5 năm 2008, Galaxy Studio trở thành nhà phân phối đầu tiên và độc quyền DVD phim do Sony Pictures Home Entertainment sản xuất từ tháng 4 năm 2008 tại thị trường Việt Nam.
Tháng 3 năm 2021, Galaxy Studio công bố đã đạt thỏa thuận với chi nhánh khu vực Đông Nam Á của Công ty Walt Disney để trở thành nhà phát hành độc quyền các phim chiếu rạp của Walt Disney Studios Motion Pictures tại Việt Nam.

### Ấn phẩm
Galaxy Studio phát hành và quản lý hai tuần san Tạp chí Nhịp cầu đầu tư từ năm 2003 và Tạp chí Mốt và Cuộc sống từ 2010. Mảng này sau đó được chuyển đổi thành Galaxy Media thuộc Galaxy EE.

## Sản phẩm

### Điện ảnh
| Năm  | Tựa đề                                | Sản xuất | Phát hành | Chú thích                 |
| ---- | ------------------------------------- | -------- | --------- | ------------------------- |
| 2004 | Những cô gái chân dài                 | Có       | Có        |                           |
| 2004 | Nữ tướng cướp                         | Có       | Có        |                           |
| 2005 | Trai nhảy                             | Có       | Có        |                           |
| 2007 | Rừng đen                              | Có       | Không     |                           |
| 2008 | Nụ hôn thần chết                      | Có       | Có        |                           |
| 2010 | Nhật ký Bạch Tuyết                    | Có       | Có        | [ 19 ]                    |
| 2010 | Khi yêu đừng quay đầu lại             | Có       | Có        |                           |
| 2010 | Em hiền như ma sơ                     | Có       | Có        | [ 20 ]                    |
| 2011 | Hot boy nổi loạn                      | Có       |           |                           |
| 2011 | Cô dâu đại chiến                      | Có       |           |                           |
| 2011 | Long Ruồi                             | Có       | Có        |                           |
| 2011 | Bóng ma học đường                     | Có       | Có        |                           |
| 2012 | Cưới ngay kẻo lỡ                      | Có       | Có        |                           |
| 2012 | Scandal: Bí mật thảm đỏ               |          |           |                           |
| 2012 | Lời nguyền huyết ngải                 | Có       | Có        |                           |
| 2013 | Bụi đời Chợ Lớn                       | Có       | Có        |                           |
| 2013 | Mỹ nhân kế                            | Có       | Có        |                           |
| 2013 | Âm mưu giày gót nhọn                  | Có       | Có        |                           |
| 2014 | Xui mà hên                            | Có       | Có        |                           |
| 2014 | Cô dâu đại chiến 2                    | Có       | Có        |                           |
| 2014 | Scandal: Hào quang trở lại            | Có       | Có        |                           |
| 2015 | Siêu nhân X                           | Có       | Có        |                           |
| 2019 | Thất sơn tâm linh                     |          |           |                           |
| 2020 | Đôi mắt âm dương                      | Có       | Có        |                           |
| 2022 | Mưu kế thượng lưu                     | Không    | Có        | Galaxy Play sản xuất      |
| 2022 | Là mây trên bầu trời của ai đó        | Có       | Có        |                           |
| 2022 | Cù lao xác sống                       | Có       | Có        |                           |
| 2022 | Hạnh phúc máu                         | Có       | Có        |                           |
| 2023 | Vong nhi                              | Không    | Có        |                           |
| 2023 | Tri âm The Movie: Người giữ thời gian | Không    | Có        |                           |
| 2023 | Con Nhót mót chồng                    | Có       | Có        |                           |
| 2023 | Bến phà xác sống                      | Có       | Có        |                           |
| 2023 | Đất rừng phương Nam                   | Có       | Có        |                           |
| 2023 | Quỷ cẩu                               | Có       | Có        |                           |
| 2024 | Sáng đèn                              | Không    | Có        |                           |
| 2024 | Quý cô thừa kế 2                      | Có       | Có        |                           |
| 2024 | Cái giá của hạnh phúc                 | Có       | Có        |                           |
| 2024 | Án mạng lầu 4                         | Không    | Có        |                           |
| 2024 | Mùa hè đẹp nhất                       | Có       | Có        |                           |
| 2024 | Làm giàu với ma                       | Không    | Có        |                           |
| 2024 | Cô dâu hào môn                        | Có       | Có        |                           |
| 2024 | Linh miêu: Quỷ nhập tràng             | Có       | Có        |                           |
| 2024 | Kính vạn hoa: Bắt đền con ma          | Có       | Có        |                           |
| 2025 | Bộ tứ báo thủ                         | Có       | Có        | Galaxy Links sản xuất     |
| 2025 | Yêu nhầm bạn thân                     | Có       | Có        |                           |
| 2025 | Âm dương lộ                           | Không    | Có        |                           |
| 2025 | Địa đạo: Mặt trời trong bóng tối      | Có       | Có        |                           |
| 2025 | Tìm xác: Ma không đầu                 | Có       | Có        |                           |
| 2025 | Thám tử Kiên: Kỳ án không đầu         | Có       | Có        |                           |
| 2025 | Chốt đơn!                             | Có       | Có        |                           |
| 2025 | Mưa đỏ                                | Có       | Có        |                           |
| 2025 | Tử chiến trên không                   | Có       | Có        |                           |
| 2025 | Làm giàu với ma: Cuộc chiến hột xoàn  | Có       | Có        |                           |
| 2025 | Ốc mượn hồn                           | Có       | Có        | Đang trong quá trình quay |

### Truyền hình
- Chương trình Rubic 8 của Đài Truyền hình Việt Nam
- 2009: Áo cưới thiên đường
- 2010: Bí mật Eva
- 2010: Bà nội không ăn Pizza

- 2011: Lời thú nhận của Eva

### Âm nhạc
- 2007: Muốn nói với anh